# Trachycarpus fortunei
palmier à chanvre, palmier de Chine, palmier de Chusan
Espèce
Classification phylogénétique

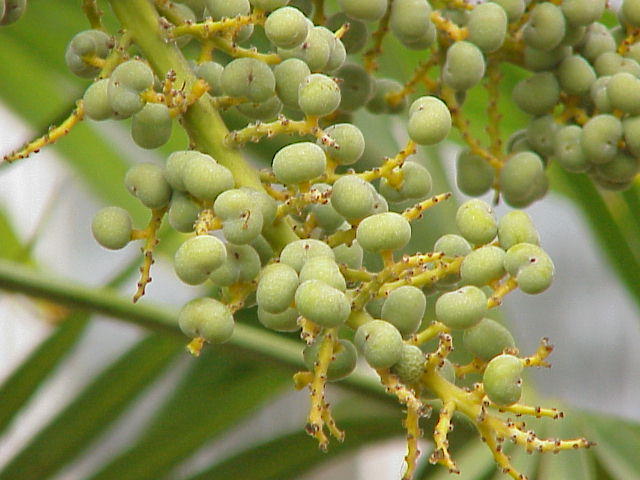
Fruits.

Le palmier de Chine ou palmier à chanvre (Trachycarpus fortunei (Hook.) H.Wendl., 1863), parfois appelé palmier de Chusan, Chanvre de Changaï ou palmier-chanvre, est une espèce de palmier (famille des Arecaceae) de la sous-famille des Coryphoideae. C'est une espèce originaire du centre et de l'est de la Chine. Grâce à sa rusticité, c'est l'un des palmiers les plus populaires en Occident.
L'épithète spécifique, « fortunei », lui a été donné en l’honneur de Robert Fortune, botaniste anglais qui a ramené des graines de Chusan (Zhejiang, Chine), vers 1850.

## Distribution
Bien que n'étant pas le genre de palmiers le plus septentrional - le Chamaerops, le Rhapidophyllum et certaines espèces de Sabal poussent plus au nord -  le Trachycarpus est l'un des plus rustiques car il pousse à des altitudes plus élevées, jusqu'à 2 400 mètres dans son aire d'origine : de l'Himalaya dans le nord de l'Inde du Nord jusqu'en Thaïlande du Nord, en Chine dans les montagnes du sud et au Japon. Le Trachycarpus présente l'avantage de supporter des hivers froids (jusqu'à la zone climatique USDA 7) et des étés frais et humides. (Le genre Rhapidophyllum tolère des températures plus basses mais a besoin de plus de chaleur, l'été, pour se développer). Le Trachycarpus s'adapte donc à une grande diversité de climats même s'il préfère les régions humides. Il craint le manque d'eau et les grosses chaleurs.

## Description

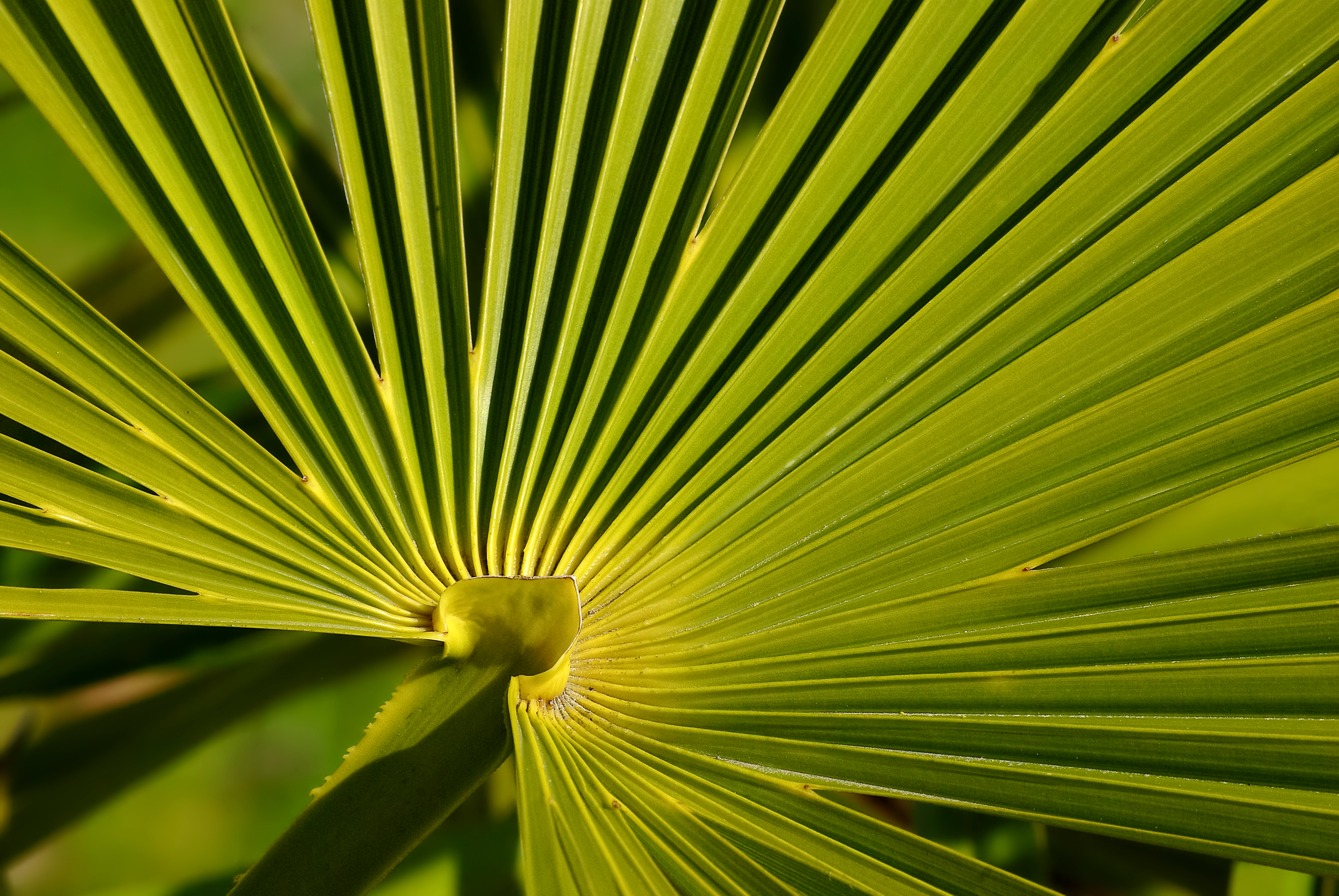
Feuille palmée de Trachycarpus fortunei

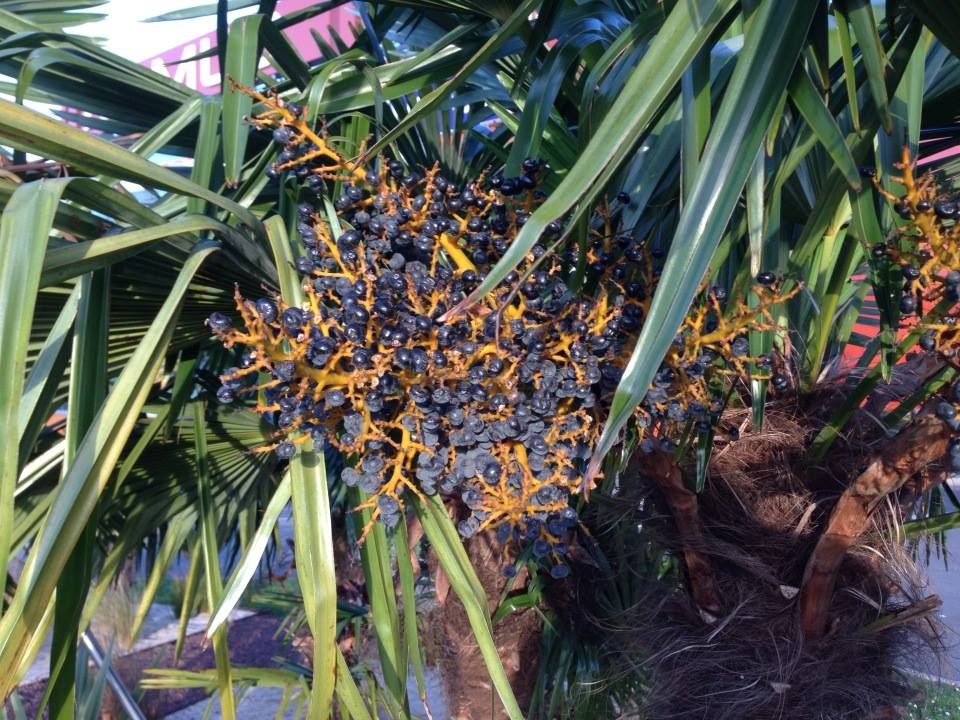
Graines matures.

- Les Trachycarpus sont dioïques, il existe donc des pieds mâles et des pieds femelles.
- Feuillage : persistant, palmes finement découpées en forme d'éventail.

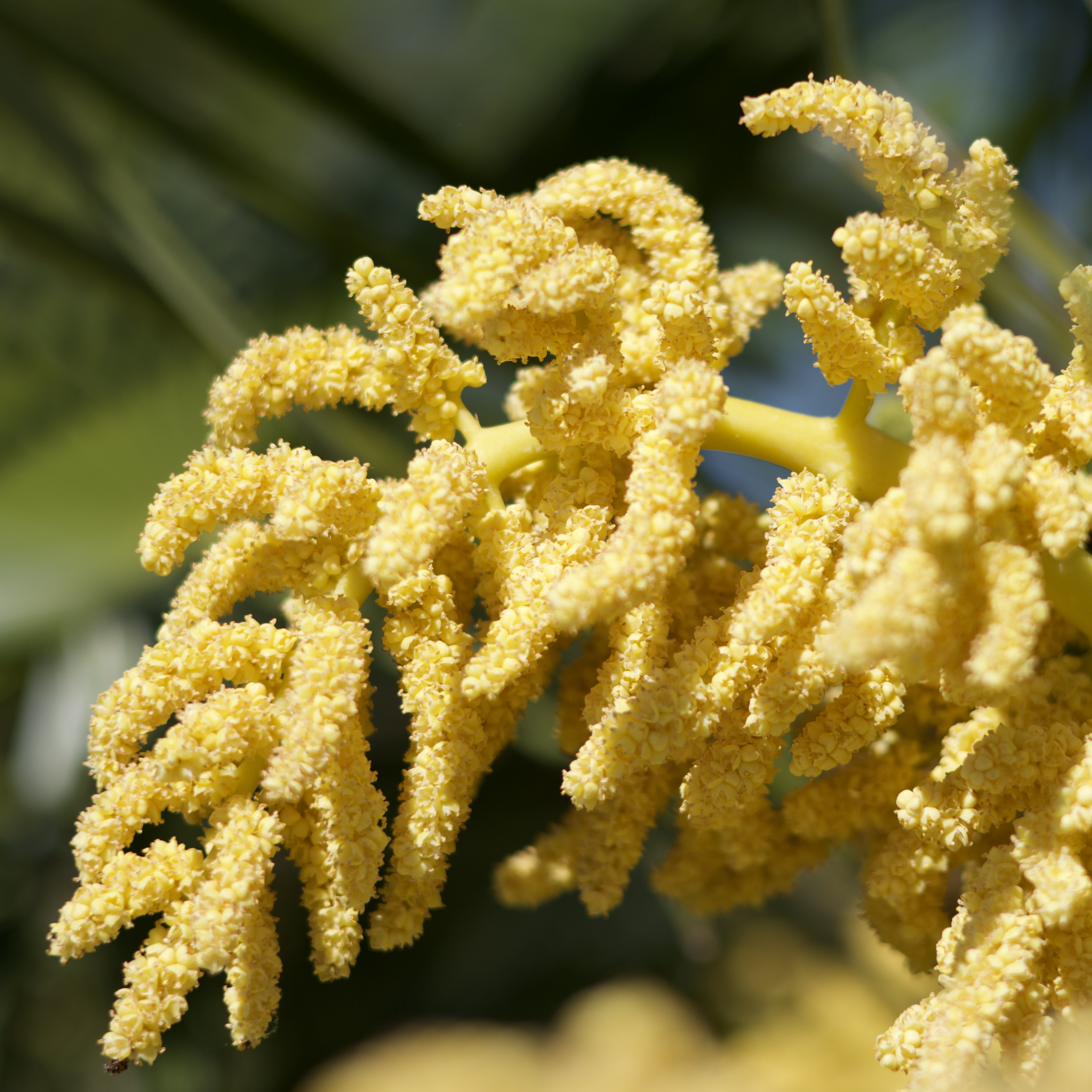
Fleurs de Trachycarpus fortunei

- Fleurs de Trachycarpus fortuneiFleurs : très nombreuses sont d’un beau jaune vif. Les inflorescences en panicule, qui sont constituées de milliers de fleurs jaunes, peuvent atteindre une longueur d'environ 1 mètre.
- Floraison : mai à juin.
- Fruits : Les sujets femelles produisent une grande quantité de fruits noir-violet en forme de petits haricots d'environ 1 cm de long poussant en grappes à la base des feuilles.
- Stipe (faux-tronc) : recouvert d'un crin marron. La base des pétioles est recouverte de chanvre qui lui donne un petit côté rustique.
- Hauteur adulte : plus de 15 m avec une croissance moyenne.

### Cultivars
Le groupe de cultivars Trachycarpus fortunei 'wagnerianus'  est une variante semi-naine à petites feuilles. Il diffère par sa hauteur dépassant rarement les 5 m, avec des folioles de moins de 45 cm de long. Sa courte stature et ses petites feuilles lui donne une plus grande tolérance à l'exposition au vent. Il a souvent été considéré comme une espèce distincte Trachycarpus wagnerianus dans les œuvres populaires, mais est maintenant inclus dans T. fortunei.

### Risque de confusion
Il est parfois confondu avec Chamaerops humilis, seul originaire d'Europe continentale (zone climatique méditerranéenne) dans la famille des Arecaceaes. Le Chamaerops se distingue par son port buissonnant, une hauteur maximale de 2m et des pétioles épineux. Il s'est aussi naturalisé au Tessin.

## Culture

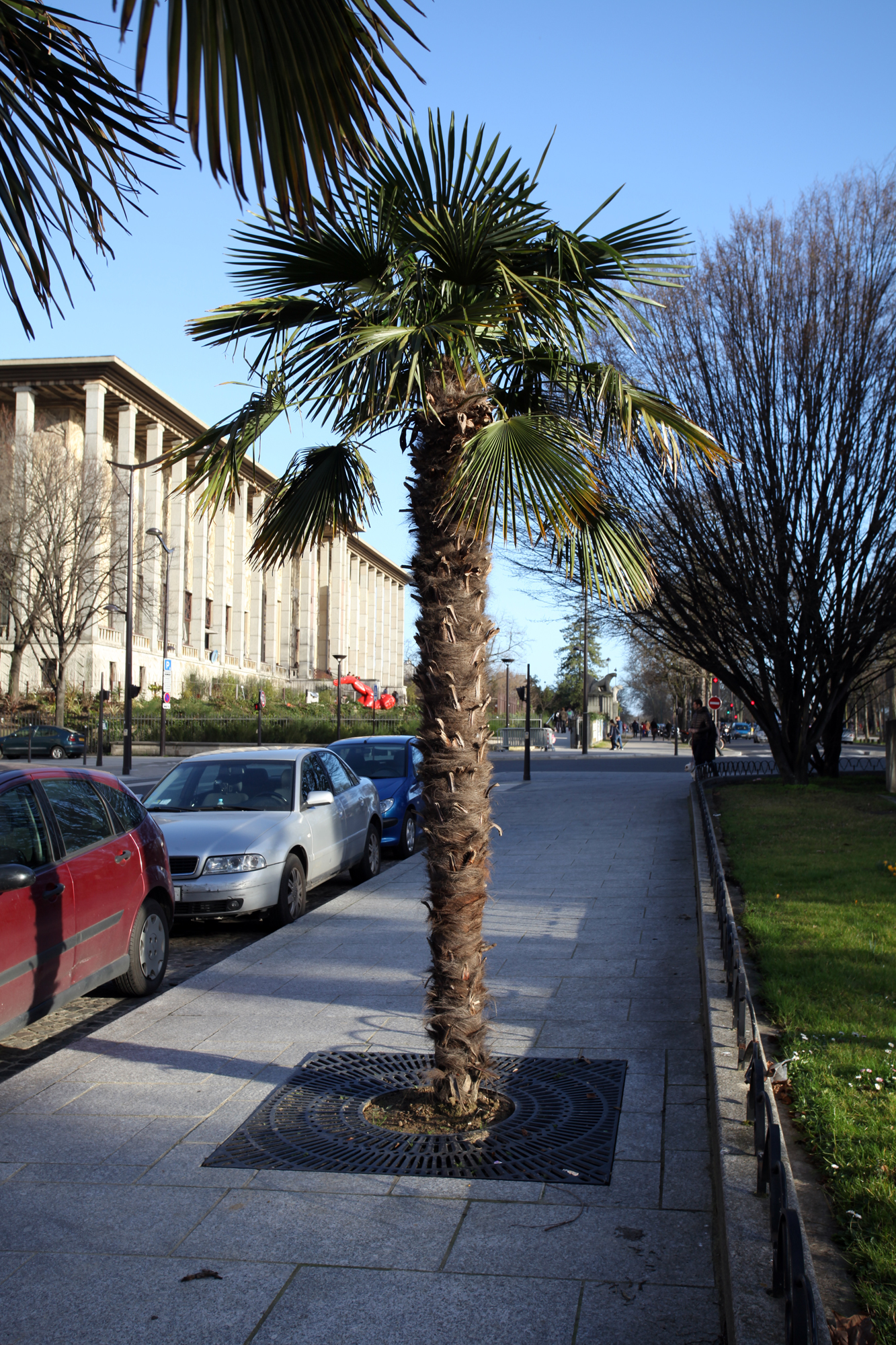
Un palmier à chanvre cultivé à Paris.

C'est l'espèce la plus commune parmi les palmiers rustiques, elle peut résister à des températures négatives de −15 °C à −18 °C. Mais le feuillage peut être atteint à partir de −12 °C, ainsi que pendant des périodes de jours sans dégel. Les palmes brûlées par le gel doivent être coupées dès les premières chaleurs vers la fin avril début mai. La lance du palmier donnera alors de nouvelles palmes saines. Les jeunes plants peuvent souffrir à partir de −8 °C.
Le palmier de Chine résiste aussi au manque ou à l'excès d'eau, ainsi qu'au vent. Il peut pousser indifféremment à l'ombre ou au soleil. Dans l'idéal, il apprécie d'avoir la tête au soleil et les pieds au frais. Un paillage l’été l’aidera à maintenir l’humidité dont il a besoin. Il appréciera également un substrat dense, voire argileux.
Les inflorescences apparaissant chaque année sur les spécimens matures peuvent être coupées rapidement si on ne souhaite pas obtenir des graines. Cela renforcera la vigueur du palmier.

### Multiplication
Les palmiers sont mâles ou femelles, aussi faut-il des sujets des deux sexes pour obtenir des graines. Celles-ci germent entre un et trois mois après le semis et donnent trois, voire quatre feuilles dans la première année de croissance. Après deux ans, ces feuilles s'élargissent, puis se divisent et prennent petit à petit les caractéristiques des spécimens adultes. La croissance est lente les trois premières années puis s'accélère. Une graine donne un palmier d'environ un mètre de haut en cinq ans puis une croissance annuelle d'environ 15 à 30 cm.

### Parasites
Depuis 2001, dans le sud de l'Europe, il peut être sujet aux attaques de la chenille d'un lépidoptère, le Paysandisia archon.

## Espèce envahissante
Favorisé par la quantité de graines propagées par les oiseaux et le changement climatique qui raccourcit la période de froid hivernal, ce palmier devient de plus en plus envahissant en Suisse au sud des Alpes, en particulier au Tessin. Il occupe la strate du sous-bois aux dépens des espèces indigènes. Avec des racines plus courtes, il fixe mal les sols; son feuillage se décompose mal et peut favoriser les feux. Il est inscrit sur la liste des néophytes envahissante d'Infoflora. Cette liste n'est pas contraignante, mais implique une obligation d'informer et des négociations avec la branche horticole aboutissent parfois à renoncer à commercialiser ces plantes.

## Usages
En Chine, les inflorescences sont consommées comme légumes. Les fruits sont également comestibles à maturité, bien que peu recherchés. Les fibres et les feuilles sont également utilisées en Chine pour des usages artisanaux. La fibre sert à faire les cordes utilisées pour le jardinage au Japon.

## Synonymes
- Chamaerops excelsa Hort
- Chamaerops fortunei Hook
- Chamaerops chinensis